# Daniza Mastilović
Danica Mastilović, im deutschen Sprachraum auch Daniza Mastilovic, (geboren am 7. November 1933 in Negotin, Königreich Jugoslawien; gestorben am 15. Juli 2023 in Dreieich, Hessen) war eine deutsche Opernsängerin (Sopran) serbischer Herkunft.

## Leben und Wirken
Daniza Mastilović wurde als Tochter von Luka Mastilovič und dessen Ehefrau Ljubica Pajki, die beide serbischer Abstammung waren, im Osten des heutigen Serbien geboren. Sie studierte am Belgrader Konservatorium Gesang bei dem Bassisten Nikola Cvejić-Vladin (1896–1987) und trat bereits während des Studiums in den Jahren 1955 bis 1957 an verschiedenen Belgrader Operettentheatern auf.
Ohne Deutschkenntnisse und ohne Studienabschluss kam Danica Mastilović, vom damaligen Frankfurter Ersten Kapellmeister Wolfgang Rennert in Belgrad entdeckt, Ende der 1950er Jahre auf Veranlassung des Dirigenten Georg Solti zum Vorsingen nach Frankfurt am Main, wo sie zur Spielzeit 1958/59 vom damaligen Intendanten Harry Buckwitz zunächst mit einem Dreijahresvertrag an die Oper Frankfurt engagiert wurde. Sie debütierte dort 1959 mit der Titelpartie in Tosca und gehörte bis zu ihrem Bühnenabschied am Ende der Saison 1998/99 insgesamt 40 Jahre zum festen Ensemble der Frankfurter Oper. Nachdem sie zunächst kleinere Partien gesungen hatte, erhielt sie an der Oper Frankfurt nach und nach größere Aufgaben, vor allem im dramatischen Fach, übertragen. 1964 sang sie in Frankfurt mit großem Erfolg erstmals die Titelpartie in Turandot. Während der Zeit von Christoph von Dohnányi als Generalmusikdirektor und Direktor der Frankfurter Oper wechselte sie Ende der 1960er-Jahre ins hochdramatische Fach. 1971 sang sie in Frankfurt am Main erstmals die Elektra in der gleichnamigen Oper von Richard Strauss, wofür der damalige Frankfurter Ballettchef John Neumeier eine spezielle Choreografie mit ihr erarbeitet hatte. 1978 sang sie in Frankfurt die Kundry in Parsifal und Isolde in Tristan und Isolde. 1979 debütierte sie als Küsterin in Janáčeks Jenůfa unter der musikalischen Leitung von Michael Gielen.
Ab 1983 übernahm sie auch Partien aus dem Charakterfach. Sie sang die Larina in Eugen Onegin, die Berta in Der Barbier von Sevilla und die Czipra in der Operette Der Zigeunerbaron. In der Spielzeit 1985/86 übernahm sie die Mutterrolle der Ludmila in einer Neuinszenierung der Oper Die verkaufte Braut (Regie: Christof Nel). Außerdem war sie in der Spielzeit 1985/86 die Venus in einer Neubearbeitung der Offenbach-Operette Orpheus in der Unterwelt, bei der sie „mit [...] barocken Proportionen in vergangenheitsmächtiger Pose ihre nach wie vor üppigen stimmliche Reize zur Schau stellt[e].“ 1995 und nochmals 1997 war sie als alte Buryja in Jenůfa an der Frankfurter Oper zu hören. In der Spielzeit 1998/99 verabschiedete sie sich in der Rolle der Filipjewna in Eugen Onegin als festes Ensemblemitglied von der Bühne und von ihrem Frankfurter Publikum.
Mastilović wurde 1983 zur Kammersängerin ernannt. Sie war verheiratet und lebte zunächst viele Jahre in Mainz. Nach Beendigung ihrer Karriere blieb sie in Frankfurt am Main wohnen und lebte in Sachsenhausen.
Sie starb im Juli 2023 im Alter von 89 Jahren im hessischen Dreieich.

## Gastspiele
Parallel zu ihrem Festengagement an der Oper Frankfurt übernahm sie zahlreiche Gastengagements, so 1963 als Abigaille in Nabucco an der Seite von Tito Gobbi an der Lyric Opera of Chicago. Im Januar 1964 debütierte sie als Tosca an der Wiener Staatsoper. Sie trat dort bis 1980 u. a. als Leonora in Il trovatore, Senta in Der Fliegende Holländer, Kundry in Parsifal, Ortrud in Lohengrin sowie als Turandot und Elektra auf.
Von 1965 bis 1967 war Mastilović als Gerhilde in Die Walküre bei den Bayreuther Festspielen verpflichtet.
Im Oktober 1970 debütierte sie als Färberin in Die Frau ohne Schatten am Teatro Colon in Buenos Aires.  Weitere Gastspiele gab sie dort im August 1972 als Abigaille in Nabucco und im September 1975 als Elektra.
Im März 1972 gab sie als Elektra ihr Debüt an der Mailänder Scala. In der Spielzeit 1975/76 sang sie dort in vier Vorstellungen die Turandot.
An der Oper Zürich war sie 1973 als Ortrud in Lohengrin verpflichtet. Im November 1975 debütierte sie an der Metropolitan Opera in New York als Elektra, mit der sie dort bis 1979 auftrat. 1980 sang sie die Färberin in Die Frau ohne Schatten an der Grand Opéra Paris. Im September 1981 übernahm sie an der Oper Köln kurzfristig die Rolle der Ortrud in Lohengrin.
Weitere Gastspiele führten sie an die Dresdner Semperoper, die Deutsche Oper am Rhein in Düsseldorf, die Hamburger Staatsoper, die Deutsche Oper Berlin und an die Opernhäuser von Athen, Zagreb, Stockholm und Mexiko-Stadt.
1987 trat sie als Klytämnestra in Elektra am Salzburger Landestheater auf. Im April 1988 gastierte sie mit dieser Rolle bei Elektra-Vorstellungen in Pretoria. In der Spielzeit 1991/92 gastierte sie am Theater Trier als Gräfin in Pique Dame.

## Rollen und Repertoire
Mastilovićs Bühnenlaufbahn konzentrierte sich hauptsächlich auf die Werke von vier Komponisten – Verdi und Puccini im italienischen, Richard Wagner und Richard Strauss im deutschen Fach. Sie galt als „große Verdi-, Wagner- und Puccini-Interpretin“. Zu ihren Hauptrollen gehörten insbesondere die Titelrollen in Turandot und Elektra.
Die Turandot verkörperte sie weltweit an insgesamt 28 Opernhäusern, zum Beispiel in Buenos Aires und Wien, im Großen Salzburger Festspielhaus, beim Puccini-Festival von Torre del Lago (anlässlich des 50. Todesjahrs des Komponisten), in der Arena di Verona und an der Opéra de Monaco (1979).
Zu ihrer international wichtigsten Rolle wurde die Elektra. Sie sang die „Rolle ihres Lebens“ in nahezu 200 Vorstellungen auf der Bühne, unter anderem an der Bayerischen Staatsoper (1973), am Londoner Royal Opera House (1973 und 1975), an der New Yorker Metropolitan Opera, an der Mailänder Scala, am Teatro Colón in Buenos Aires, am Teatro Liceu in Barcelona (1980) sowie in Wien und Paris (1977, Grand Opéra).
Mastilović sang im Laufe ihrer Karriere u. a. die nachfolgenden Rollen:
- Beethoven: Leonore in Fidelio
- Janáček: Küsterin und Stařenka Buryjovka in Jenůfa
- Mascagni: Santuzza in Cavalleria rusticana
- Mussorgski: Marina in Boris Godunow
- Puccini: Titelrollen in Tosca und Turandot
- Rossini: Berta in Il barbiere di Siviglia
- Johann Strauss: Czipra in Der Zigeunerbaron
- Richard Strauss: Titelrolle und Klytämnestra in Elektra, Färberin in Die Frau ohne Schatten
- Tschaikowski: Larina und Filipjewna in Eugen Onegin, Gräfin in Pique Dame
- Verdi: Titelrolle in Aida, Desdemona in Otello, Abigaille in Nabucco, Leonora in Il trovatore, Amelia in Un ballo in maschera
- Wagner: Senta in Der fliegende Holländer, Ortrud in Lohengrin, Kundry in Parsifal, Isolde in Tristan und Isolde, Brünnhilde in Götterdämmerung, Gerhilde/Helmwige in Die Walküre

## Tondokumente
Es sind nur wenige Tondokumente von Danica Mastilović vorhanden. In ihrer einzigen Studioaufnahme, die 1966 mit den Berliner Philharmonikern unter Herbert von Karajan entstand und bei der Deutschen Grammophon veröffentlicht wurde, singt sie die Helmwige in Die Walküre.
In zwei Live-Mitschnitten von Wagners Der Ring des Nibelungen ist sie jeweils als Gerhilde zu hören, so unter Karl Böhm (Bayreuther Festspiele, 1967) und unter Wolfgang Sawallisch (Orchestra di Roma della RAI, Februar/März 1968).
Ein Live-Mitschnitt von einer der Frau ohne Schatten-Aufführungen vom Oktober 1970 am Teatro Colon in Buenos Aires, mit Ingrid Bjoner, Waldemar Kmentt, Donald McIntyre unter der musikalischen Leitung von Ferdinand Leitner, wurde auf CD veröffentlicht. Ebenfalls auf CD veröffentlicht wurde ein Elektra-Mitschnitt vom Dezember 1972 aus der Bayerischen Staatsoper.
Eine Szene als Färberin aus dem 3. Akt der Frau ohne Schatten wurde im April 1973 bei einer konzertanten Aufführung der Oper beim 6. Philharmonischen Konzert der Konzertsaison 1972/73 in Nürnberg unter der musikalischen Leitung von Hans Gierster aufgenommen und bei IMS Records auf Schallplatte veröffentlicht.
Außerdem existiert ein unvollständiger, privater Mitschnitt einer Elektra-Aufführung aus der Wiener Staatsoper vom Januar 1977.